# Stuart Davis
Stuart Davis (Filadelfia (Pensilvania), 7 de diciembre de 1892 - Nueva York (Nueva York, 24 de junio de 1964) fue un pintor modernista estadounidense.

## Biografía

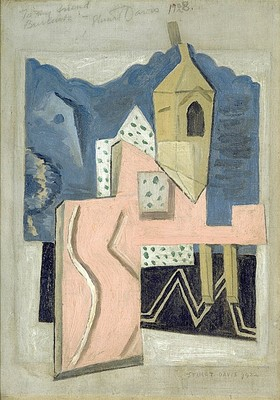
Steeple and Street (1922), óleo y lápiz sobre tela, Museo Hirshhorn y Jardín de Esculturas.

Davis nació en Filadelfia, siendo hijo de Edward Wyatt Davis y Helen Stuart Davis. Ambos trabajaban en el área artística; su padre era editor artístico del Philadelphia Press mientras que su madre era escultora. Davis estudió pintura y arte bajo la tutela de Robert Henri, el líder de la Escuela Ashcan.
Davis fue uno de los pintores más jóvenes que participó en la Exposición Internacional de Arte Moderno de 1913. Allí pudo apreciar las obras de Vincent van Gogh y Pablo Picasso, lo que lo llevó a convertirse en uno de los principales exponentes del cubismo y modernismo estadounidense.
Davis fue representado por Edith Gregor Halpert de la Downtown Gallery en Nueva York. Es conocido por sus pinturas hard-edge, así como por sus bodegones y paisajes. Davis era alcohólico y murió de un accidente cerebrovascular en Nueva York en 1964, a los 71 años.